# غيشن فوناكوشي

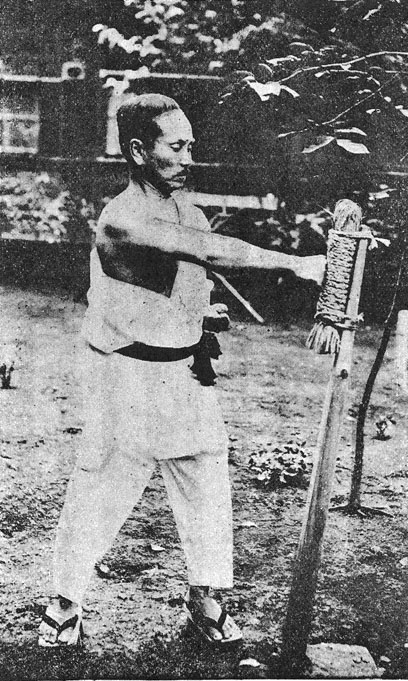
غيشن فوناكوشي

غيشن فوناكوشي (1868-1957) هو مطورو مؤسس رياضة الكاراتيه شوتوكان «الكاراتيه الحديثة». حيث يعرف عن فوناكوشي إحضاره لرياضة الكاراتيه من أوكيناوا إلى جزر اليابان الرئيسة.
ولد في ياماكاوا، شوري، أوكيناوا (جزر ريوكيو، اليابان) و هو سليل خط البوشي (الساموراي) أسرة كانت في الماضي تابعة للالنبيلة جزر ريوكيو سلالة الابن الثالث، جيغو فوناكوشي، و سلك متابعته.